# Cañada Oruro
Cañada Oruro (auch: Hito BR-94) ist ein Grenzübergang im Departamento Tarija im äußersten Südosten des südamerikanischen Andenstaates Bolivien.

## Lage im Nahraum
Cañada Oruro ist Grenzort im Municipio Villamontes in der Provinz Gran Chaco. Die Ortschaft liegt auf einer Höhe von 279 m im bolivianischen Gran Chaco am Bachlauf des Cañada Oruro an der Grenze zum Nachbarland Paraguay.

## Geographie
Cañada Oruro liegt in den wechselfeuchten Tropen, das Klima ist semihumid.
Die Jahresdurchschnittstemperatur beträgt 25 °C (siehe Klimadiagramm Villamontes), die Monatswerte schwanken zwischen knapp 20 °C im Juni/Juli und 29 °C im Dezember/Januar. Der Jahresniederschlag im langjährigen Mittel beträgt knapp 700 mm und fällt vor allem in den Monaten Dezember bis März, wo Monatswerte von deutlich mehr als 100 mm erreicht werden. Von Mai bis September herrscht Trockenzeit, in der kaum nennenswerte Niederschläge fallen.

## Verkehrsnetz
Cañada Oruro liegt in einer Entfernung von 378 Straßenkilometern östlich von Tarija, der Hauptstadt des Departamentos.
Um von Tarija nach Cañada Oruro zu gelangen, folgt man zuerst der Nationalstraße Ruta 1 von Tarija aus in südöstlicher Richtung. Nach acht Kilometern zweigt nach Osten hin die Nationalstraße Ruta 11 ab, die über Junacas Sur, Entre Ríos und Palos Blancos die Stadt Villamontes nach 243 Kilometern erreicht. Die asphaltierte Ruta 11 führt in östlicher Richtung über Ibibobo nach Cañada Oruro, der Grenzstation an der Grenze zu Paraguay.
Von Mayor Infante Rivarola auf der paraguayischen Seite führt eine Landstraße in nordöstlicher Richtung zur Comunidad Indígena La Patria, von dort führt die Landstraße PY-09 nach Filadelfia, dem Hauptstadt des Departamento Boquerón, und von dort weiter zu Paraguays Hauptstadt Asunción. Von Asunción aus besteht über den Río Paraguay eine Anbindung an den internationalen Atlantikhandel, daher ist die Ruta 11 über Cañada Oruro eine wichtige Verkehrsader für den zukünftigen Außenverkehr des Binnenlandes Bolivien.